# Sainte-Marguerite-sur-Duclair
Sainte-Marguerite-sur-Duclair ist eine französische Gemeinde mit 2.032 Einwohnern (Stand: 1. Januar 2022) im Département Seine-Maritime in der Region Normandie. Sie gehört zum Arrondissement Rouen und ist Teil des Kantons Barentin (bis 2015: Kanton Duclair).

## Geografie
Sainte-Marguerite-sur-Duclair liegt im Tal der Seine, rund 19 Kilometer nordwestlich von Rouen. Umgeben wird Sainte-Marguerite-sur-Duclair von den Nachbargemeinden Betteville im Norden und Nordwesten, Blacqueville und Épinay-sur-Duclair im Norden, Duclair im Osten und Südosten, Le Trait im Süden sowie Saint-Wandrille-Rançon im Westen.

## Bevölkerungsentwicklung
| Jahr | Einwohner |
| ---- | --------- |
| 1962 | 687       |
| 1968 | 720       |
| 1975 | 883       |
| 1982 | 1106      |
| 1990 | 1425      |
| 1999 | 1519      |
| 2006 | 1633      |
| 2012 | 1953      |

## Sehenswürdigkeiten
- Kirche Sainte-Marguerite aus dem 16. Jahrhundert
- Kapelle Notre-Dame-de-la-Délivrance
- Herrenhaus aus dem 16. Jahrhundert